# Акбуйра
Акбуйра (узб. Oqboʻyra / Оқбўйра) — посёлок городского типа, расположенный на территории Асакинского района Андижанской области Республики Узбекистан.

Статус посёлка городского типа с 2009 года.